# グレアム・ポッター
グレアム・ポッター（Graham Potter, 1975年5月20日 - ）は、イングランド出身の元サッカー選手、現サッカー指導者。現役時代のポジションはディフェンダー。

## 経歴
現役時代は主にイングランド国内の下部リーグでプレー。1996-97シーズンのサウサンプトン在籍時にプレミアリーグでのプレー経験がある。1992年にバーミンガム・シティ（当時2部）でデビューし、2005年のマクルズフィールド・タウン（同4部）でのプレーを最後に30歳で引退した。
現役引退後はPFAの援助を得てオープン大学を卒業。国内の大学サッカーチームやガーナ代表女子チームのコーチとして指導者経験を積んだ。
2010年12月にスウェーデンリーグ4部エステルスンドの監督に就任。ポゼッションベースの攻撃的なサッカーを展開すると共に、練習にバレエやヒップホップダンスを取り入れ、ミスを恥ずかしいと思う気持ちを払拭する独特の指導を行った。そして、就任からわずか5年で1部リーグに昇格。2016-17シーズンにはスウェーデンカップを優勝してクラブ初タイトルを獲得した。スウェーデンカップ優勝で出場権を得たUEFAヨーロッパリーグではガラタサライやPAOKらを破り本選出場を決め、アスレティック・ビルバオやヘルタ・ベルリンと同組となったグループリーグを突破してベスト32に進出している。
2018-19シーズンより、プレミアリーグから降格したスウォンジー・シティの監督に就任。チームは10位に終わり昇格を逃したが、シーズン終了後にプレミアリーグのブライトン・アンド・ホーヴ・アルビオンの監督に招聘された。
2022年9月8日、チェルシーFCの監督に就任。2023年4月2日、成績不振によりチェルシーの監督を解任された。
2025年1月8日、ウェストハム・ユナイテッドFCの監督に途中就任。

## 監督成績
2025年1月8日現在
| クラブ                                 | 就任           | 退任          | 記録 | 記録 | 記録 | 記録 | 記録   |
| クラブ                                 | 就任           | 退任          | 試   | 勝   | 分   | 敗   | 勝率   |
| -------------------------------------- | -------------- | ------------- | ---- | ---- | ---- | ---- | ------ |
| エステルスンド                         | 2010年12月23日 | 2018年6月11日 | 249  | 127  | 60   | 62   | 051.00 |
| スウォンジー・シティ                   | 2018年6月11日  | 2019年5月20日 | 51   | 21   | 11   | 19   | 041.18 |
| ブライトン・アンド・ホーヴ・アルビオン | 2019年5月20日  | 2022年9月8日  | 135  | 42   | 46   | 47   | 031.11 |
| チェルシー                             | 2022年9月8日   | 2023年4月2日  | 31   | 12   | 8    | 11   | 038.71 |
| ウェストハム                           | 2025年1月8日   |               | —    |      |      |      | —      |
| 合計                                   | 合計           | 合計          | 435  | 190  | 117  | 128  | 043.68 |

## 獲得タイトル

### 指導者時代
エステルスンドFK
- スウェーデン・フットボール・ディヴィション1ノッラ：1回（2012）
- スウェーデン・フットボール・ディヴィション2ノッランド：1回（2011）
- スウェーデンカップ（2016-17）

個人
- スウェーデンサッカーアワード年間最優秀監督：2回（2016、2017）
- スウェーデンスポーツアワード年間最優秀コーチ：1回（2017）